# Zagajnik (Baja Silesia)
Zagajnik es una localidad del distrito de Bolesławiec, en el voivodato de Baja Silesia (Polonia). Se encuentra en el suroeste del país, dentro del término municipal de Nowogrodziec, a unos 9 km al noroeste de la localidad homónima y sede del gobierno municipal, a unos 20 al oeste de Bolesławiec, la capital del distrito, y a unos 123 al oeste de Breslavia, la capital del voivodato. En 2011, según el censo realizado por la Oficina Central de Estadística polaca, su población era de 188 habitantes. Zagajnik perteneció a Alemania hasta 1945.